# Idaea meleta
Idaea meleta là một loài bướm đêm trong họ Geometridae.